# Michał Banaszak
Michał Banaszak (ur. 28 sierpnia 1962 w Gostyniu)  – polski fizyk, profesor nauk fizycznych. Specjalizuje się w fizyce materii miękkiej i symulacjach komputerowych. Nauczyciel akademicki Uniwersytetu im. Adama Mickiewicza w Poznaniu.

## Życiorys
Studia z fizyki ukończył w 1985 na poznańskim UAM. Na 4-letnie studia doktoranckie wyjechał do Kanady i tam uzyskał stopień doktorski w 1991 na Memorial University of Newfoundland w St. John’s. Po doktoracie odbył 3-letni staż w Exxon Research & Engineering Co. w Annandale (stan New Jersey, USA). W latach 1995–1997 pracował naukowo w brytyjskim University of Manchester Institute of Science and Technology w Manchesterze. Z Wielkiej Brytanii powrócił na macierzysty wydział w Poznaniu na stanowisko adiunkta (1997-2004). Habilitował się w 2004 na podstawie oceny dorobku naukowego i rozprawy o tytule Właściwości kopolimerów blokowych badane metodami Monte Carlo i dynamiki molekularnej. Tytuł profesora nauk fizycznych został mu nadany w 2016 roku.
Od 2004 pracuje jako profesor uczelni w Zakładzie Fizyki Kwantowej Wydziału Fizyki UAM. Na poznańskim wydziale prowadzi zajęcia m.in. z fizyki polimerów oraz technik symulacyjnych i metod modelowania w nanotechnologii. 
W okresie 2005–2008 pracował także na University of Wyoming w Laramie (USA). Był także profesorem w Państwowej Wyższej Szkole Zawodowej w Kaliszu. Swoje prace publikował m.in. w "Physical Review E", "Journal of Chemical Physics", "Computational Methods in Sciences and Engineering" oraz w "Acta Physica Polonica".
Od 2020 prorektor UAM ds. cyfryzacji i współpracy z gospodarką, kierujący Szkołą Nauk Ścisłych.

## Życie prywatne
Jest synem Władysława i Zofii Banaszaków. Żonaty z Dorotą (z d. Kaźmierczak), mają dwoje dzieci: Juliusza i Zofię.